# Plestiodon anthracinus
Espèce
Synonymes
- Eumeces anthracinus (Baird, 1849)
- Eumeces pluvialis Cope, 1880
- Eumeces anthracinus pluvialis Cope, 1880

Statut de conservation UICN

 LC  : Préoccupation mineure
Plestiodon anthracinus est une espèce de sauriens de la famille des Scincidae.

## Répartition
Cette espèce est endémique des États-Unis. Elle se rencontre dans l'est de l'Oklahoma, dans l'est du Kansas, dans lu Sud du Missouri, dans l'ouest de l'Arkansas, en Louisiane, dans le Mississippi, dans le nord-ouest de la Floride, en Alabama, en Géorgie, dans le Nord-Ouest de la Caroline du Sud, dans l'Ouest de la Caroline du Nord, dans le Kentucky, en Virginie-Occidentale, en Virginie, en Pennsylvanie, dans l'État de New York et dans le Texas.

## Liste des sous-espèces
Selon The Reptile Database (27 novembre 2012) :
- Plestiodon anthracinus anthracinus (Baird, 1849)
- Plestiodon anthracinus pluvialis (Cope, 1880)

## Publications originales
- Baird, 1850 "1849" : Revision of the North American tailed-batrachia, with descriptions of new genera and species. Journal of the Academy of Natural Sciences of Philadelphia, sér. 2, vol. 1, p. 281-294 (texte intégral).
- Cope, 1880 : On the zoological position of Texas. Bulletin of the United States National Museum, no 17, p. 1-51 (texte intégral).